# Steinbibliothek
Die Steinbibliothek des Bayerischen Landesvermessungsamtes befindet sich in München. Sie besteht aus 26.634 Landkarten, die auf Solnhofener Plattenkalk geätzt sind.

## Geschichte
Die Ergebnisse der ersten flächendeckenden Grundstücksvermessung in Bayern wurden seit Beginn der amtlichen bayerischen Vermessung Anfang des 19. Jahrhunderts auf Kalksteinplatten gezeichnet. Diese Lithografiesteine dienten bis etwa 1960 zur Vervielfältigung und Fortführung von Karten und Plänen.
Der Vervielfältigung lag das 1798 von Aloys Senefelder erfundene Steindruckverfahren zugrunde. Senefelder beschrieb die Steinplatten spiegelverkehrt mit Fettkreide und ätzte sie mit Gummiwasser, einer Lösung aus Gummi arabicum und Eisenvitriol. Nur die mit der Kreide gezeichneten Stellen nehmen beim Einfärben die Druckfarbe an.
Die Steine stammen aus dem Solnhofener Steinbruch im Altmühltal (Landkreis Weißenburg-Gunzenhausen). Sie waren damals wesentlich günstiger als die Platten für den Kupferdruck. Die Einsatzgebiete lagen im Druck von Flur- und Landkarten.

## Bibliothek
Die „Steinbibliothek“ des Bayerischen Landesvermessungsamtes verwahrt 26.634 Lithografiesteine aus der Arbeit von vielen Geometern. Ganz Bayern ist auf diesen Steinen dargestellt. 1960 wurde der letzte Stein graviert. Die Steine sind etwa 60 × 60 × 7 Zentimeter groß und zwischen 60 und 80 Kilogramm schwer.
Gelagert sind diese Steine im Archivkeller des Landesamtes für Digitalisierung, Breitband und Vermessung in München. Die „Steinbibliothek“ steht seit 1980 unter Denkmalschutz.

## Besonderes
Aus fränkischer Sicht sollte die Steinbibliothek nach Franken verlagert werden.

## Ausstellung
2016 wurden Exemplare aus der Bibliothek in der Wanderausstellung „Heimat auf Stein“ in Solnhofen gezeigt.